# Gianni Motta
Gianni Motta (ur. 13 marca 1943 w Cassano d’Adda) – włoski kolarz szosowy, startujący wśród zawodowców w latach 1964–1976. Zwycięzca Giro d’Italia (1966).

## Najważniejsze zwycięstwa
- 1964 – Giro di Lombardia, etap w Giro d’Italia
- 1966 – dwa etapy i klasyfikacja generalna Giro d’Italia, Giro della Romagna, Tour de Romandie
- 1967 – dwa etapy i klasyfikacja generalna Tour de Suisse, Mediolan-Turyn
- 1968 – Giro dell’Appennino, Giro dell’Emilia
- 1969 – Giro dell’Emilia
- 1971 – Giro dell’Emilia, Tour de Romandie
- 1972 – etap w Giro d’Italia
- 1973 – etap w Giro d’Italia